# Eisschnelllauf-Einzelstreckenweltmeisterschaften 2008

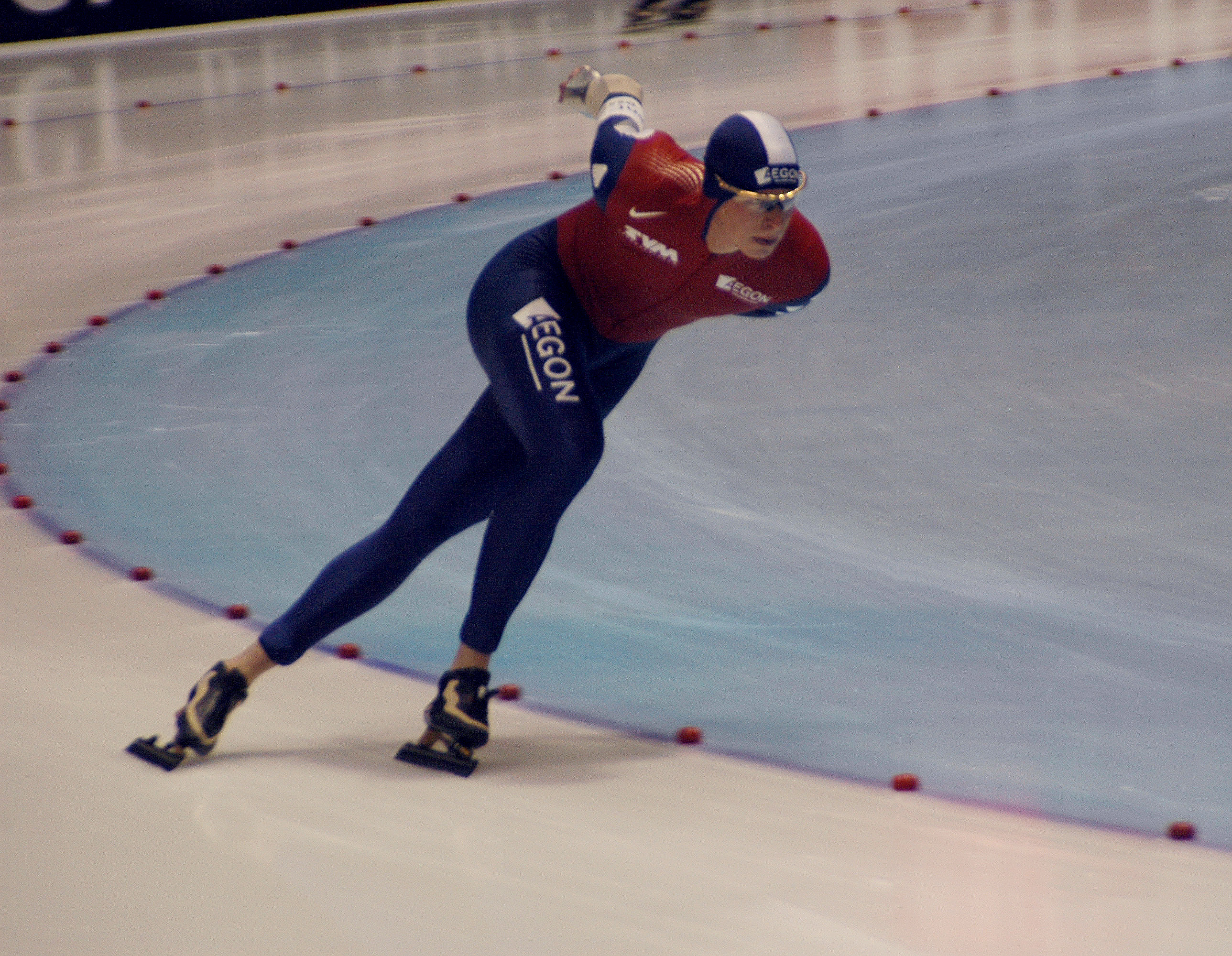
Sven Kramer – mit 3 × Gold und
1 × Silber der erfolgreichste Sportler der Einzelstrecken-WM

Die 11. Einzelstreckenweltmeisterschaften wurden vom 6. bis 9. März 2008 in der M-Wave im japanischen Nagano ausgetragen.

## Teilnehmende Nationen
- 137 Sportler aus 21 Nationen nahmen an der Meisterschaft teil

| Teilnehmende Nationen                             | Teilnehmende Nationen           | Teilnehmende Nationen                      | Teilnehmende Nationen            | Teilnehmende Nationen       | Teilnehmende Nationen      |
| ------------------------------------------------- | ------------------------------- | ------------------------------------------ | -------------------------------- | --------------------------- | -------------------------- |
| Volksrepublik China Dänemark Deutschland Finnland | Frankreich Italien Japan Kanada | Kasachstan Niederlande Norwegen Österreich | Polen Rumänien Russland Schweden | Schweiz Südkorea Tschechien | Vereinigte Staaten Belarus |

## Sieger
- Zeigt die drei Medaillenplätze der einzelnen Distanzen

### Frauen
| Distanz                   | Gold                                                         | Silber                                                     | Bronze                                                            |
| ------------------------- | ------------------------------------------------------------ | ---------------------------------------------------------- | ----------------------------------------------------------------- |
| 2 × 500 Meter             | Jenny Wolf                                                   | Wang Beixing                                               | Annette Gerritsen                                                 |
| 1.000 Meter               | Anni Friesinger                                              | Kristina Groves                                            | Annette Gerritsen                                                 |
| 1.500 Meter               | Anni Friesinger                                              | Paulien van Deutekom                                       | Kristina Groves                                                   |
| 3.000 Meter               | Kristina Groves                                              | Paulien van Deutekom                                       | Daniela Anschütz-Thoms                                            |
| 5.000 Meter               | Martina Sáblíková                                            | Clara Hughes                                               | Kristina Groves                                                   |
| Teamwettbewerb (6 Runden) | NiederlandeRenate Groenewold Ireen Wüst Paulien van Deutekom | KanadaKristina Groves Christine Nesbitt Brittany Schussler | DeutschlandClaudia Pechstein Daniela Anschütz-Thoms Lucille Opitz |

### Männer
| Distanz                   | Gold                                                      | Silber                                         | Bronze                                                 |
| ------------------------- | --------------------------------------------------------- | ---------------------------------------------- | ------------------------------------------------------ |
| 2 × 500 Meter             | Jeremy Wotherspoon                                        | Lee Kyu-hyeok                                  | Jōji Katō                                              |
| 1.000 Meter               | Shani Davis                                               | Jewgeni Lalenkow                               | Denny Morrison                                         |
| 1.500 Meter               | Denny Morrison                                            | Shani Davis Sven Kramer                        |                                                        |
| 5.000 Meter               | Sven Kramer                                               | Enrico Fabris                                  | Wouter Olde Heuvel                                     |
| 10.000 Meter              | Sven Kramer                                               | Enrico Fabris                                  | Bob de Jong                                            |
| Teamwettbewerb (8 Runden) | NiederlandeSven Kramer Wouter Olde Heuvel Erben Wennemars | ItalienEnrico Fabris Matteo Anesi Luca Stefani | DeutschlandJörg Dallmann Stefan Heythausen Marco Weber |

## Wettbewerbe

### Frauen

#### 2 × 500 Meter
- Die Zeiten beider 500 m Läufe in Sekunden, werden addiert und ergeben die Gesamtpunktzahl

| Platz | Name              | Land                | 1. Lauf 500 Meter | 2. Lauf 500 Meter | Gesamt- punkte |
| ----- | ----------------- | ------------------- | ----------------- | ----------------- | -------------- |
| 1     | Jenny Wolf        | Deutschland         | 37,88 (1)         | 37,74 (1)         | 75,62          |
| 2     | Wang Beixing      | Volksrepublik China | 38,18 (2)         | 38,10 (2)         | 76,28          |
| 3     | Annette Gerritsen | Niederlande         | 38,72 (5)         | 38,48 (4)         | 77,20          |
| 4     | Lee Sang-hwa      | Südkorea            | 38,85 (7)         | 38,37 (3)         | 77,22          |
| 5     | Sayuri Yoshii     | Japan               | 38,68 (3)         | 38,62 (5)         | 77,30          |
| 6     | Marianne Timmer   | Niederlande         | 38,77 (6)         | 38,66 (6)         | 77,43          |
| 7     | Zhang Shuang      | Volksrepublik China | 38,71 (4)         | 38,77 (7)         | 77,48          |
| 8     | Sayuri Ōsuga      | Japan               | 38,93 (8)         | 38,83 (8)         | 77,76          |
| 9     | Swetlana Kaikan   | Russland            | 39,01 (9)         | 38,94 (10)        | 77,95          |
| 10    | Shannon Rempel    | Kanada              | 39,11 (11)        | 38,95 (11)        | 78,06          |
|       |                   |                     |                   |                   |                |
| 11    | Judith Hesse      | Deutschland         | 39,19 (13)        | 38,93 (9)         | 78,12          |
| 17    | Heike Hartmann    | Deutschland         | 39,85 (20)        | 39,64 (19)        | 79,49          |

#### 1.000 Meter
| Platz | Name                 | Land                | Zeit    |  |
| ----- | -------------------- | ------------------- | ------- |  |
| 1     | Anni Friesinger      | Deutschland         | 1:15,37 |  |
| 2     | Kristina Groves      | Kanada              | 1:16,01 |  |
| 3     | Annette Gerritsen    | Niederlande         | 1:16,35 |  |
| 4     | Christine Nesbitt    | Kanada              | 1:16,44 |  |
| 5     | Paulien van Deutekom | Niederlande         | 1:16,89 |  |
| 6     | Wang Beixing         | Volksrepublik China | 1:17,20 |  |
| 7     | Shannon Rempel       | Kanada              | 1:17,21 |  |
| 8     | Sayuri Yoshii        | Japan               | 1:17,23 |  |
| 9     | Ireen Wüst           | Niederlande         | 1:17,29 |  |
| 10    | Chiara Simionato     | Italien             | 1:17,36 |  |
|       |                      |                     |         |  |
| 13    | Monique Angermüller  | Deutschland         | 1:17,97 |  |
| 19    | Pamela Zoellner      | Deutschland         | 1:18,84 |  |

#### 1.500 Meter
| Platz | Name                   | Land        | Zeit    |  |
| ----- | ---------------------- | ----------- | ------- |  |
| 1     | Anni Friesinger        | Deutschland | 1:56,06 |  |
| 2     | Paulien van Deutekom   | Niederlande | 1:57,36 |  |
| 3     | Kristina Groves        | Kanada      | 1:57,63 |  |
| 4     | Daniela Anschütz-Thoms | Deutschland | 1:58,81 |  |
| 5     | Christine Nesbitt      | Kanada      | 1:58,85 |  |
| 6     | Brittany Schussler     | Kanada      | 1:59,40 |  |
| 7     | Ireen Wüst             | Niederlande | 1:59,52 |  |
| 8     | Katarzyna Wójcicka     | Polen       | 2:00,04 |  |
| 9     | Chiara Simionato       | Italien     | 2:00,09 |  |
| 10    | Maki Tabata            | Japan       | 2:00,28 |  |
|       |                        |             |         |  |
| 12    | Monique Angermüller    | Deutschland | 2:01,09 |  |

#### 3.000 Meter
| Platz | Name                   | Land        | Zeit    |  |
| ----- | ---------------------- | ----------- | ------- |  |
| 1     | Kristina Groves        | Kanada      | 4:05,03 |  |
| 2     | Paulien van Deutekom   | Niederlande | 4:05,49 |  |
| 3     | Daniela Anschütz-Thoms | Deutschland | 4:05,76 |  |
| 4     | Martina Sáblíková      | Tschechien  | 4:05,92 |  |
| 5     | Claudia Pechstein      | Deutschland | 4:08,40 |  |
| 6     | Clara Hughes           | Kanada      | 4:09,88 |  |
| 7     | Renate Groenewold      | Niederlande | 4:10,68 |  |
| 8     | Diane Valkenburg       | Niederlande | 4:11,49 |  |
| 9     | Masako Hozumi          | Japan       | 4:11,74 |  |
| 10    | Maki Tabata            | Japan       | 4:13,15 |  |
|       |                        |             |         |  |
| 11    | Katrin Mattscherodt    | Deutschland | 4:14,34 |  |
| 18    | Anna Rokita            | Österreich  | 4:19,44 |  |

#### 5.000 Meter
| Platz | Name                   | Land        | Zeit    |  |
| ----- | ---------------------- | ----------- | ------- |  |
| 1     | Martina Sáblíková      | Tschechien  | 6:58,22 |  |
| 2     | Clara Hughes           | Kanada      | 7:04,79 |  |
| 3     | Kristina Groves        | Kanada      | 7:04,94 |  |
| 4     | Claudia Pechstein      | Deutschland | 7:05,44 |  |
| 5     | Daniela Anschütz-Thoms | Deutschland | 7:07,23 |  |
| 6     | Renate Groenewold      | Niederlande | 7:07,64 |  |
| 7     | Masako Hozumi          | Japan       | 7:12,05 |  |
| 8     | Paulien van Deutekom   | Niederlande | 7:12,77 |  |
| 9     | Diane Valkenburg       | Niederlande | 7:14,18 |  |
| 10    | Katrin Mattscherodt    | Deutschland | 7:18,16 |  |
|       |                        |             |         |  |
| 13    | Anna Rokita            | Österreich  | 7:22,02 |  |

#### Teamwettbewerb
- Der Teamwettbewerb geht über sechs Runden (nur Innenbahn, ca. 2.310 m)

| Platz | Name                                                   | Land               | Zeit    |
| ----- | ------------------------------------------------------ | ------------------ | ------- |
| 1     | Renate Groenewold Ireen Wüst Paulien van Deutekom      | Niederlande        | 3:02,19 |
| 2     | Kristina Groves Christine Nesbitt Brittany Schussler   | Kanada             | 3:02,87 |
| 3     | Claudia Pechstein Daniela Anschütz-Thoms Lucille Opitz | Deutschland        | 3:07,57 |
| 4     | Maki Tabata Masako Hozumi Hiromi Ōtsu                  | Japan              | 3:09,57 |
| 5     | Catherine Raney Maria Lamb Nancy Swider-Peltz Jr.      | Vereinigte Staaten | 3:10,41 |
| 6     | Katarzyna Wójcicka Karolina Ksyt Luiza Złotkowska      | Polen              | 3:12,28 |
| 7     | Bianca Elena Anghel Andreea Lăzărescu Daniela Oltean   | Rumänien           | 3:15,66 |

### Männer

#### 2 × 500 Meter
- Die Zeiten beider 500 m Läufe in Sekunden, werden addiert und ergeben die Gesamtpunktzahl

| Platz | Name                | Land                | 1. Lauf 500 Meter | 2. Lauf 500 Meter | Gesamt- punkte |
| ----- | ------------------- | ------------------- | ----------------- | ----------------- | -------------- |
| 1     | Jeremy Wotherspoon  | Kanada              | 34,78 (1)         | 34,68 (1)         | 69,46          |
| 2     | Lee Kyu-hyeok       | Südkorea            | 35,11 (2)         | 34,9 (2)          | 70,01          |
| 3     | Jōji Katō           | Japan               | 35,25 (5)         | 35,07 (3)         | 70,32          |
| 4     | Mun Jun             | Südkorea            | 35,14 (3)         | 35,21 (6)         | 70,35          |
| 5     | Dmitri Lobkow       | Russland            | 35,21 (4)         | 35,17 (5)         | 70,38          |
| 6     | Keiichirō Nagashima | Japan               | 35,35 (6)         | 35,1 (4)          | 70,45          |
| 7     | Mika Poutala        | Finnland            | 35,35 (6)         | 35,26 (8)         | 70,61          |
| 8     | Mike Ireland        | Kanada              | 35,44 (8)         | 35,21 (6)         | 70,65          |
| 9     | Yu Fengtong         | Volksrepublik China | 35,6 (11)         | 35,37 (9)         | 70,97          |
| 10    | Kip Carpenter       | Vereinigte Staaten  | 35,66 (13)        | 35,48 (10)        | 71,14          |
|       |                     |                     |                   |                   |                |
| 20    | Anton Hahn          | Deutschland         | 36,55 (21)        | 36,29 (19)        | 72,84          |
| 22    | Nico Ihle           | Deutschland         | 38,46 (23)        | 36,4 (21)         | 74,86          |

#### 1.000 Meter
| Platz | Name               | Land               | Zeit    |  |
| ----- | ------------------ | ------------------ | ------- |  |
| 1     | Shani Davis        | Vereinigte Staaten | 1:08,99 |  |
| 2     | Jewgeni Lalenkow   | Russland           | 1:09,39 |  |
| 3     | Denny Morrison     | Kanada             | 1:09,42 |  |
| 4     | Jeremy Wotherspoon | Kanada             | 1:09,67 |  |
| 5     | Jan Bos            | Niederlande        | 1:09,71 |  |
| 6     | Lee Kyu-hyeok      | Südkorea           | 1:09,77 |  |
| 7     | Simon Kuipers      | Niederlande        | 1:09,82 |  |
| 8     | Kip Carpenter      | Vereinigte Staaten | 1:09,89 |  |
| 9     | Mika Poutala       | Finnland           | 1:09,91 |  |
| 10    | Mun Jun            | Südkorea           | 1:09,97 |  |
|       |                    |                    |         |  |
| 20    | Samuel Schwarz     | Deutschland        | 1:11,32 |  |

#### 1.500 Meter
| Platz | Name                    | Land                           | Zeit    |  |
| ----- | ----------------------- | ------------------------------ | ------- |  |
| 1     | Denny Morrison          | Kanada                         | 1:45,22 |  |
| 2     | Sven Kramer Shani Davis | Niederlande Vereinigte Staaten | 1:45,32 |  |
| 4     | Enrico Fabris           | Italien                        | 1:45,83 |  |
| 5     | Simon Kuipers           | Niederlande                    | 1:46,34 |  |
| 6     | Mark Tuitert            | Niederlande                    | 1:47,02 |  |
| 7     | Chad Hedrick            | Vereinigte Staaten             | 1:48,19 |  |
| 8     | Steven Elm              | Kanada                         | 1:48,34 |  |
| 9     | Trevor Marsicano        | Vereinigte Staaten             | 1:48,74 |  |
| 10    | Samuel Schwarz          | Deutschland                    | 1:49,05 |  |
|       |                         |                                |         |  |
| 17    | Robert Lehmann          | Deutschland                    | 1:51,57 |  |

#### 5.000 Meter
| Platz | Name                | Land               | Zeit    |  |
| ----- | ------------------- | ------------------ | ------- |  |
| 1     | Sven Kramer         | Niederlande        | 6:17,24 |  |
| 2     | Enrico Fabris       | Italien            | 6:20,22 |  |
| 3     | Wouter Olde Heuvel  | Niederlande        | 6:24,05 |  |
| 4     | Carl Verheijen      | Niederlande        | 6:29,41 |  |
| 5     | Shani Davis         | Vereinigte Staaten | 6:30,00 |  |
| 6     | Arne Dankers        | Kanada             | 6:31,76 |  |
| 7     | Marco Weber         | Deutschland        | 6:32,96 |  |
| 8     | Øystein Grødum      | Norwegen           | 6:33,54 |  |
| 9     | Iwan Skobrew        | Russland           | 6:33,55 |  |
| 10    | Henrik Christiansen | Norwegen           | 6:34,18 |  |
|       |                     |                    |         |  |
| 16    | Roger Schneider     | Schweiz            | 6:40,63 |  |
| 20    | Tobias Schneider    | Deutschland        | 6:44,67 |  |

#### 10.000 Meter
| Platz | Name            | Land               | Zeit     |
| ----- | --------------- | ------------------ | -------- |
| 1     | Sven Kramer     | Niederlande        | 12:57,71 |
| 2     | Enrico Fabris   | Italien            | 13:18,81 |
| 3     | Bob de Jong     | Niederlande        | 13:25,01 |
| 4     | Øystein Grødum  | Norwegen           | 13:28,09 |
| 5     | Mark Ooijevaar  | Niederlande        | 13:31,34 |
| 6     | Marco Weber     | Deutschland        | 13:32,88 |
| 7     | Arne Dankers    | Kanada             | 13:34,68 |
| 8     | Hiroki Hirako   | Japan              | 13:41,31 |
| 9     | Roger Schneider | Schweiz            | 13:43,39 |
| 10    | Chad Hedrick    | Vereinigte Staaten | 13:44,99 |

#### Teamwettbewerb
- Der Teamwettbewerb geht über acht Runden (nur Innenbahn, ca. 3.080 m)

| Platz | Name                                                     | Land        | Zeit    |
| ----- | -------------------------------------------------------- | ----------- | ------- |
| 1     | Sven Kramer Wouter Olde Heuvel Erben Wennemars           | Niederlande | 3:41,69 |
| 2     | Enrico Fabris Matteo Anesi Luca Stefani                  | Italien     | 3:46,76 |
| 3     | Jörg Dallmann Stefan Heythausen Marco Weber              | Deutschland | 3:47,71 |
| 4     | Denny Morrison Steven Elm Arne Dankers                   | Kanada      | 3:47,77 |
| 5     | Hiroki Hirako Shigeyuki Dejima Teruhiro Sugimori         | Japan       | 3:48,54 |
| 6     | Mikael Flygind Larsen Sverre Haugli Henrik Christiansen  | Norwegen    | 3:48,61 |
| 7     | Iwan Skobrew Jewgeni Lalenkow Alexei Junin               | Russland    | 3:48,93 |
| 8     | Konrad Niedźwiedzki Sebastian Druszkiewicz Robert Kustra | Polen       | 4:19,52 |

## Gesamt
Die Medaillen im Teamwettbewerb fließen als einzelne Medaille in die Nationenwertung und in die Rangliste als eine Medaille je Starter ein
- Platz: Gibt die Reihenfolge der Athleten wieder. Diese wird durch die Anzahl der Goldmedaillen bestimmt. Bei gleicher Anzahl werden die Silbermedaillen verglichen, danach die Bronzemedaillen
- Name: Nennt den Namen des Athleten
- Land: Nennt das Land, für das der Athlet startete
- Gold: Nennt die Anzahl der gewonnenen Goldmedaillen
- Silber: Nennt die Anzahl der gewonnenen Silbermedaillen
- Bronze: Nennt die Anzahl der gewonnenen Bronzemedaillen
- Gesamt: Nennt die Anzahl aller gewonnenen Medaillen

### Top Ten
- Die Top Ten zeigt die Zehn erfolgreichsten Sportler (Frauen/Männer)

| Platz | Name                 | Land               | Gold | Silber | Bronze | Gesamt |
| ----- | -------------------- | ------------------ | ---- | ------ | ------ | ------ |
| 1.    | Sven Kramer          | Niederlande        | 3    | 1      | 0      | 4      |
| 2.    | Anni Friesinger      | Deutschland        | 2    | 0      | 0      | 2      |
| 3.    | Kristina Groves      | Kanada             | 1    | 2      | 2      | 5      |
| 4.    | Paulien van Deutekom | Niederlande        | 1    | 2      | 0      | 3      |
| 5.    | Shani Davis          | Vereinigte Staaten | 1    | 1      | 0      | 2      |
| 6.    | Denny Morrison       | Kanada             | 1    | 0      | 1      | 2      |
| 6.    | Wouter Olde Heuvel   | Niederlande        | 1    | 0      | 1      | 2      |
| 8.    | Erben Wennemars      | Niederlande        | 1    | 0      | 0      | 1      |
| 8.    | Ireen Wüst           | Niederlande        | 1    | 0      | 0      | 1      |
| 8.    | Jenny Wolf           | Deutschland        | 1    | 0      | 0      | 1      |

### Nationenwertung
- Die Nationenwertung zeigt die erfolgreichsten Nationen (Frauen/Männer)

| Platz | Land                | Gold | Silber | Bronze | Gesamt |
| ----- | ------------------- | ---- | ------ | ------ | ------ |
| 1.    | Niederlande         | 4    | 3      | 4      | 11     |
| 2.    | Kanada              | 3    | 3      | 3      | 9      |
| 3.    | Deutschland         | 3    | 0      | 3      | 6      |
| 4.    | Vereinigte Staaten  | 1    | 1      | 0      | 2      |
| 5.    | Tschechien          | 1    | 0      | 0      | 1      |
| 6.    | Italien             | 0    | 3      | 0      | 3      |
| 7.    | Volksrepublik China | 0    | 1      | 0      | 1      |
| 7.    | Russland            | 0    | 1      | 0      | 1      |
| 7.    | Südkorea            | 0    | 1      | 0      | 1      |
| 10.   | Japan               | 0    | 0      | 1      | 1      |

### Frauen

#### Rangliste
- Die Rangliste zeigt die erfolgreichsten Sportlerinnen der Einzelstrecken WM

| Platz | Name                   | Land                | Gold | Silber | Bronze | Gesamt |
| ----- | ---------------------- | ------------------- | ---- | ------ | ------ | ------ |
| 1.    | Anni Friesinger        | Deutschland         | 2    | 0      | 0      | 2      |
| 2.    | Kristina Groves        | Kanada              | 1    | 2      | 2      | 5      |
| 3.    | Paulien van Deutekom   | Niederlande         | 1    | 2      | 0      | 3      |
| 4.    | Ireen Wüst             | Niederlande         | 1    | 0      | 0      | 1      |
| 4.    | Jenny Wolf             | Deutschland         | 1    | 0      | 0      | 1      |
| 4.    | Martina Sáblíková      | Tschechien          | 1    | 0      | 0      | 1      |
| 4.    | Renate Groenewold      | Niederlande         | 1    | 0      | 0      | 1      |
| 8.    | Wang Beixing           | Volksrepublik China | 0    | 1      | 0      | 1      |
| 8.    | Brittany Schussler     | Kanada              | 0    | 1      | 0      | 1      |
| 8.    | Christine Nesbitt      | Kanada              | 0    | 1      | 0      | 1      |
| 8.    | Clara Hughes           | Kanada              | 0    | 1      | 0      | 1      |
| 12.   | Annette Gerritsen      | Niederlande         | 0    | 0      | 2      | 2      |
| 12.   | Daniela Anschütz-Thoms | Deutschland         | 0    | 0      | 2      | 2      |
| 14.   | Claudia Pechstein      | Deutschland         | 0    | 0      | 1      | 1      |
| 14.   | Lucille Opitz          | Deutschland         | 0    | 0      | 1      | 1      |

#### Nationenwertung
- Die Nationenwertung zeigt die erfolgreichste Nationen (Frauen)

| Platz | Land                | Gold | Silber | Bronze | Gesamt |
| ----- | ------------------- | ---- | ------ | ------ | ------ |
| 1.    | Deutschland         | 3    | 0      | 2      | 5      |
| 2.    | Kanada              | 1    | 3      | 2      | 6      |
| 3.    | Niederlande         | 1    | 2      | 2      | 5      |
| 4.    | Volksrepublik China | 0    | 1      | 0      | 1      |
| 5.    | Tschechien          | 1    | 0      | 0      | 1      |

### Männer

#### Rangliste
- Die Rangliste zeigt die erfolgreichsten Sportler der Einzelstrecken WM

| Platz | Name               | Land               | Gold | Silber | Bronze | Gesamt |
| ----- | ------------------ | ------------------ | ---- | ------ | ------ | ------ |
| 1.    | Sven Kramer        | Niederlande        | 3    | 1      | 0      | 4      |
| 2.    | Shani Davis        | Vereinigte Staaten | 1    | 1      | 0      | 2      |
| 3.    | Denny Morrison     | Kanada             | 1    | 0      | 1      | 2      |
| 3.    | Wouter Olde Heuvel | Niederlande        | 1    | 0      | 1      | 2      |
| 5.    | Erben Wennemars    | Niederlande        | 1    | 0      | 0      | 1      |
| 5.    | Jeremy Wotherspoon | Kanada             | 1    | 0      | 0      | 1      |
| 7.    | Enrico Fabris      | Italien            | 0    | 3      | 0      | 3      |
| 8.    | Jewgeni Lalenkow   | Russland           | 0    | 1      | 0      | 1      |
| 8.    | Lee Kyu-hyeok      | Südkorea           | 0    | 1      | 0      | 1      |
| 8.    | Luca Stefani       | Italien            | 0    | 1      | 0      | 1      |
| 8.    | Matteo Anesi       | Italien            | 0    | 1      | 0      | 1      |
| 12.   | Bob de Jong        | Niederlande        | 0    | 0      | 1      | 1      |
| 12.   | Jōji Katō          | Japan              | 0    | 0      | 1      | 1      |
| 12.   | Jörg Dallmann      | Deutschland        | 0    | 0      | 1      | 1      |
| 12.   | Marco Weber        | Deutschland        | 0    | 0      | 1      | 1      |
| 12.   | Stefan Heythausen  | Deutschland        | 0    | 0      | 1      | 1      |

#### Nationenwertung
- Die Nationenwertung zeigt die erfolgreichste Nationen (Männer)

| Platz | Land               | Gold | Silber | Bronze | Gesamt |
| ----- | ------------------ | ---- | ------ | ------ | ------ |
| 1.    | Niederlande        | 3    | 1      | 2      | 6      |
| 2.    | Kanada             | 2    | 0      | 1      | 3      |
| 3.    | Vereinigte Staaten | 1    | 1      | 0      | 2      |
| 4.    | Italien            | 0    | 3      | 0      | 3      |
| 5.    | Russland           | 0    | 1      | 0      | 1      |
| 5.    | Südkorea           | 0    | 1      | 0      | 1      |
| 7.    | Deutschland        | 0    | 0      | 1      | 1      |
| 7.    | Japan              | 0    | 0      | 1      | 1      |